# Bursaria incana
Bursaria incana är en tvåhjärtbladig växtart som beskrevs av John Lindley. Bursaria incana ingår i släktet Bursaria och familjen Pittosporaceae. Utöver nominatformen finns också underarten B. i. septentrionalis.